# Loc-Brévalaire
Loc-Brévalaire är en kommun i departementet Finistère i regionen Bretagne i västra Frankrike. Kommunen ligger i kantonen Plabennec som tillhör arrondissementet Brest. År 2022 hade Loc-Brévalaire 210 invånare.

## Befolkningsutveckling
Antalet invånare i kommunen Loc-Brévalaire
Referens:INSEE